# Jacobi-Boot
Das 1839 erprobte Jacobi-Boot war das erste mit einem Elektromotor betriebene Wasserfahrzeug, der E-Motor wurde von einem Akku gespeist.

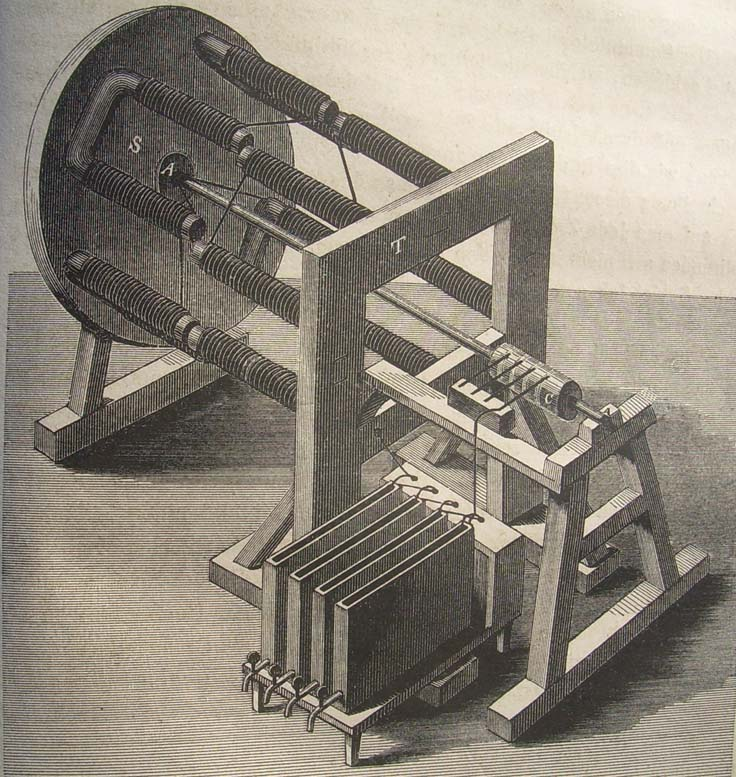
Gleichstrommotor nach Jacobi

## Geschichte
Am 13. September 1839 wurden von Moritz Hermann von Jacobi auf Sankt Petersburger Kanälen und der Newa erste erfolgreiche Versuche mit einem umgebauten Ruderboot ausgeführt, um einen elektrischen Antrieb zu untersuchen. Es war das erste funktionsfähige Elektroboot der Welt. Eine vom Minister des öffentlichen Unterrichts eingesetzte Kommission von sieben Wissenschaftlern und Ingenieuren sollte dabei überprüfen, ob es Jacobi möglich war, ein Boot auf der Newa mit einer elektrischen Antriebsanlage bestehend aus galvanischen Elementen mit Elektroden aus Zink-Kupfer, einem Gleichstrommotor und Schaufelrädern ohne Hilfe von Dampf- oder Menschenkraft anzutreiben.
Eine weitere Versuchsfahrt unternahm Jacobi in den Folgejahren mit einem von ihm optimierten Gleichstrommotor und verbesserten galvanischen Zellen von William Grove. Der Motor verfügt mit rund 1 kW gegenüber der ersten Maschine über eine etwa dreifache Leistung. In der galvanischen Zelle, ausgeführt als Grove-Elemente, wurde 64 Zellen mit Zink-Platin-Elektroden verwendet. Damit wurde eine Geschwindigkeit von etwa 4 km/h erreicht. Weitere technische Verbesserungen an dem elektrischen Antriebsmotor, die Jacobi in den folgenden Jahren durchführte, haben im Oktober 1841 weitere Fahrten erforderlich gemacht.

## Technische Beschreibung

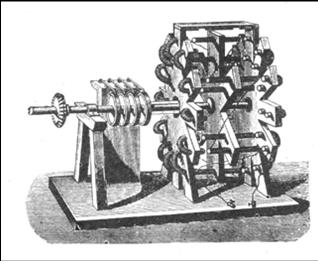
Von Jacobi verbesserter Gleichstrommotor zum Antrieb des ersten Elektrobootes im September 1839

Als Boot wurde von der Marine ein 8 Meter langes und 2,6 Meter breites Ruderboot zur Verfügung gestellt, das von Jacobi und seiner Hilfskraft mit Schaufelrädern und einer Antriebswelle ausgestattet wurde. Für das Elektroboot hatte Jacobi seinen ersten Motor von 1834 weiterentwickelt. Der Stator bestand jetzt aus insgesamt 24 hufeisenförmigen Elektromagneten und der Rotor hatte 12 zylindrischen Spulen. Der elektrische Strom für den Elektromotor wurde in galvanischen Zellen erzeugt. Jacobis galvanische Zellen waren in der ersten Ausführung eine Anwendung der Voltaschen Säule im schiffstechnischen Bereich. Das galvanische Element bestand aus 320 Plattenpaaren von nebeneinander geschichteten Kupfer- und Zinkplatten. Jedes Plattenpaar bildet eine galvanische Zelle, deren Zwischenräume mit elektrolytgetränkten Lederstücken ausgefüllt waren. Die Platten wogen in Summe etwa 200 kg und wurden an den Seitenwänden des Bootes angeordnet.

## Versuchsergebnisse
Bei den Versuchen wurde nach einigen Anfangsproblemen mit der Antriebsanlage festgestellt, dass das Boot besetzt mit 12 Personen (andere Quelle 14 Personen) bei ruhigem Wasser ohne Strömung mit einer Geschwindigkeit von 3 bis 4 km/h ohne Einschränkung fahren konnte. Obwohl die Prüfung sich nur auf ruhiges Wasser bezog, zeigten Versuche auf der Newa, dass das Elektroboot auch gegen den Strom fahren konnte. Damit wurde die Hauptfrage, dass „der Elektro-Magnetismus als Treibkraft anwendbar sey“, mit ja beantwortet.
Weitere von der Kommission dokumentierte Ergebnisse waren neue Erkenntnisse über den Magnetismus und die Kräfte der Elektrizität mit besonderer Betonung des Elektromotors und die Strom abgebenden Primärzellen.